# Лижне двоборство на зимових Олімпійських іграх 1948
Змагання з лижного двоборства на зимових Олімпійських іграх 1948 відбулися 31 січня-1 лютого. Розіграно один комплект нагород. У рамках змагань стрибки з трампліна відбулися на Олімпійському лижному трампліні в Санкт-Моріці, а лижні перегони - на пагорбах навколо Санкт-Моріца (Швейцарія).

## Чемпіони та призери

### Таблиця медалей
| Місце              | Країна             | Золото | Срібло | Бронза | Загалом |
| ------------------ | ------------------ | ------ | ------ | ------ | ------- |
| 1                  | Фінляндія          | 1      | 1      | 0      | 2       |
| 2                  | Швеція             | 0      | 0      | 1      | 1       |
| Загалом (2 збірні) | Загалом (2 збірні) | 1      | 1      | 1      | 3       |

### Дисципліни
| Дисципліна             | Золото                  | Золото | Срібло                     | Срібло | Бронза                    | Бронза |
| ---------------------- | ----------------------- | ------ | -------------------------- | ------ | ------------------------- | ------ |
| Індивідуальні змагання | Хейккі Хасу · Фінляндія | 448,80 | Мартті Хухтала · Фінляндія | 433,65 | Свен Ісраельссон · Швеція | 433,40 |

## Країни-учасниці
У змаганнях з лижного двоборства на Олімпійських іграх у Санкт-Моріці взяли участь спортсмени 13-ти країн. Болгарія та Франція дебютували в цьому виді програми.
- Австрія (4)
- Болгарія (1)
- Канада (1)
- Фінляндія (4)
- Франція (2)
- Італія (3)
- Норвегія (4)
- Польща (4)
- Швейцарія (4)
- Швеція (3)
- Чехословаччина (4)
- США (4)
- Югославія (1)